# Dmitri Zayikin
Dmitri Alekseyevich Zayikin (Yekaterinovka, Oblast de Rostov, Rússia; 29 de abril de 1932) foi um treinador de cosmonautas.
Zayikin formou-se pela Escola Militar de Pilotos de Guerra, Sardarapete e Frunse (atual Bisqueque), em 1955, e foi selecionado para o treinamento de astronautas em 1960, como apenas um de um grupo de vinte pilotos da Força Aérea nos quais também estava treinando, pela primeira vez, cosmonautas.
Zayikin foi designado como comandante substituto da missão Voskhod 2. Ele, então, graduou-se novamente pela Academia Militar de Engenharia de Zhukovsky, em Monino, em 1968. Dmitiri deixou o serviço no espaço por razões médicas (úlcera gástrica) enquanto treinava cosmonautas para as missões Soyuz em 25 de outubro de 1969. Então, tornou-se um instrutor e conduziu engenheiros Centro de Treinamento de Cosmonautas Yuri Gagarin.
Ele deixou os programas espaciais em 1982 e aposentou-se na carreira militar em 1987.